# Provincia de Tiraque
La provincia de Tiraque es una provincia de Bolivia, ubicada en el departamento de Cochabamba y tiene como capital a la localidad de Tiraque. 
Se encuentra geográficamente situada en la franja subandina, a una altura media de unos 4.200 m s. n. m., tiene una superficie de 1.739 km² y cuenta con una población de 42.072 habitantes (según el Censo INE 2012). La provincia se encuentra dividida administrativamente en dos municipios: Tiraque y Shinahota.
Es la provincia más joven del departamento de Cochabamba, creada el 15 de octubre de 1986 mediante la Ley 0888 durante el gobierno de Víctor Paz Estenssoro.
Entre las unidades educativas que funcionan son: Isabel Torrico Arnez, Paulino Silez, Juan José Carrasco y Esteban Avelli; además del Centro de Educación Alternativa Tata Esteban.

## Demografía
De acuerdo con el censo boliviano de 2024, la población de la provincia de Tiraque es de 45 257 habitantes.
La población de la provincia ha aumentado aproximadamente a la mitad en las últimas tres décadas:
| Año  | Habitantes | Fuente |
| ---- | ---------- | ------ |
| 1992 | 31 315     | Censo  |
| 2001 | 35 017     | Censo  |
| 2012 | 41 954     | Censo  |
| 2024 | 45 257     | Censo  |